# Justicia tweediana
Justicia tweediana là một loài thực vật có hoa trong họ Ô rô. Loài này được (Nees) Griseb. mô tả khoa học đầu tiên năm 1874.